# Liga Esportiva Universitária Paulista
A Liga Esportiva Universitária Paulista (ou Liga Universitária Paulista, ou Liga Paulista ou ainda, LEUP) é uma associação entre as universidades do estado de São Paulo que visa unificar o universo composto por estudantes em torno de equipes esportivas. Certamente as Instituições de Ensino Superior do Estado de São Paulo, representadas por suas entidades esportivas agregam valores para aprimorar e desenvolver ainda mais o esporte universitário estadual.

## Sobre
A Liga Paulista originou-se do crescimento da Liga Esportiva Universitária do Grande ABC fundada em 2004 por algumas entidades da região do Grande ABC paulista.
Em função da situação político-administrativa da FUPE (Federação Universitária Paulista). Já em 2008, fundou-se a Liga Esportiva Universitária Paulista.
A nova intitulação se dá pelo grande crescimento que a entidade até então regional obteve durante seus três anos de existência. Esse novo formato visa entre outras ações suprir a carência do esporte universitário no Estado de São Paulo e também promover novas parceiras com os setores públicos e privados de forma transparente e profissional. A Liga chega a atender e receber 8.000 pessoas em seus campeonatos.

## Entidades Filiadas
Unicamp, UNIFESP, UFABC, UFSCar, FEI, USCS, Uniban, USP, PUC-SP, FEFISA, ESPM, Eniac, UniA, Universidade Metodista, FAENAC, Faculdades IESA, Faculdade Drummon, Centro Universitário Fundação Santo André, Universidade Anhembi Morumbi, FCMSC-SP, Facasper, UniCapital, Faculdade de Medicina do ABC, FMU, FECAP, Centro Universitário Ítalo-Brasileiro, Centro Universitário Barão de Mauá, Mackenzie, FAAP, Faculdade de Medicina de Taubaté,  PUCCamp e FGV.